# Ulrich von Brandis

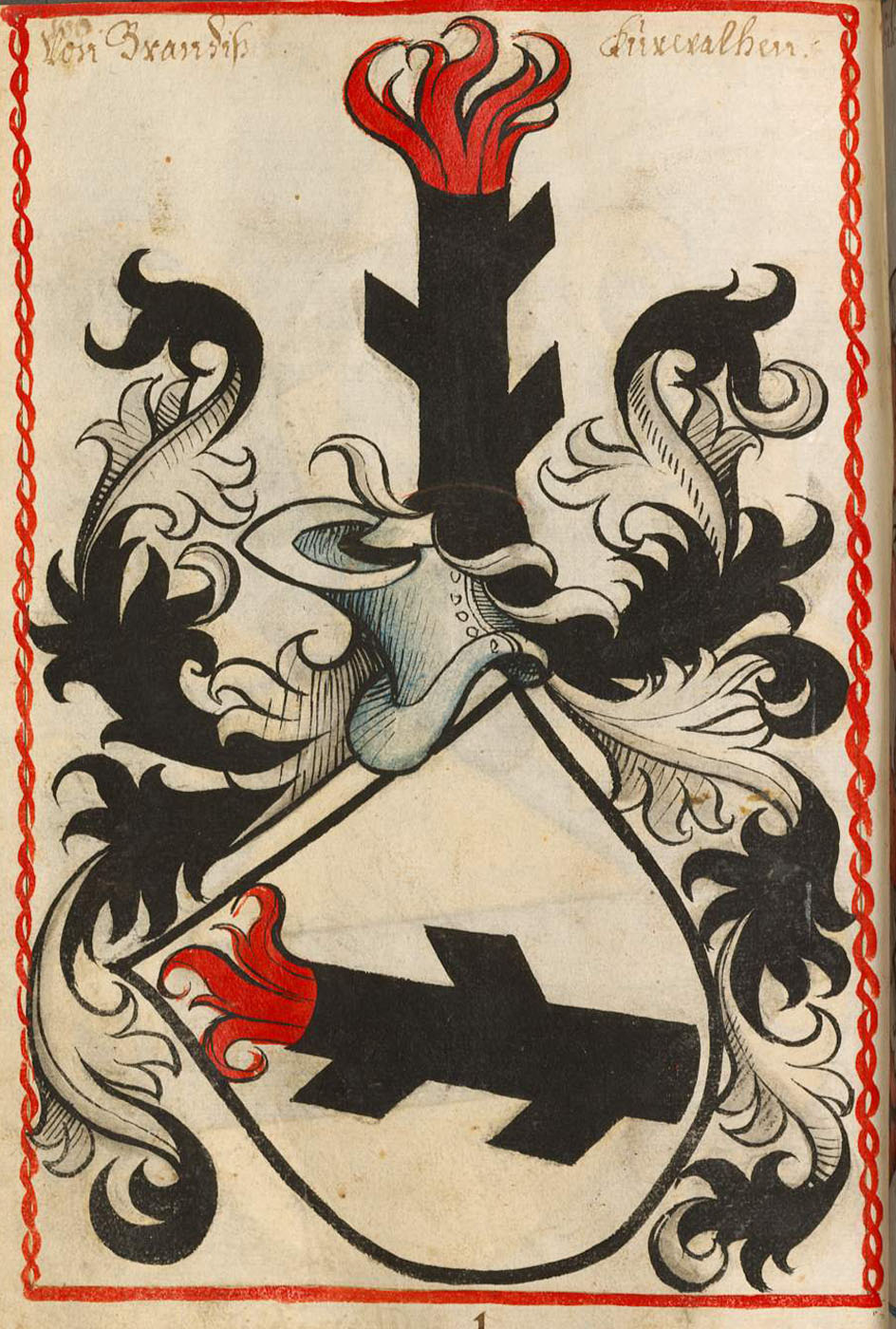
Wappen der Herren von Brandis aus dem Scheiblerschen Wappenbuch 1450–1480

Ulrich von Brandis (* 1425; † 20. August 1486) war ein Mitglied der Freiherren von Brandis, einem Adelsgeschlecht aus dem Schweizer Bern.

## Leben
Über seine Geburt ist wenig bekannt. Er war der vierte Sohn des Wolfhart V. von Brandis und dessen Ehefrau Verena von Werdenberg-Heiligenberg-Bludenz. Er war zweimal verheiratet, zuerst mit Verena von Zimmern danach mit Praxedis von Helfenstein. Er war der Vater von Ludwig von Brandis, Sigmund II. von Brandis, Johannes von Brandis und der Verena von Brandis.
1455 wird er beim Verkauf des Stammsitzes der Herren von Brandis im Emmental urkundlich erwähnt, welchen sein Vater eingeleitet hat. 1456, nach dem Tod seines Vaters übernahm er zusammen mit seinen Brüdern die Herrschaft über die Brandischen Besitzungen im Alpenrheintal, nämlich über die die Grafschaft Vaduz, die Herrschaft Schellenberg, Blumenegg und Maienfeld. Gemeinsam mit seinen Brüdern Wolfhart VI. von Brandis und Sigmund I. von Brandis wird er in einem Brief des Königs erwähnt, welches den Herrschaften Vaduz und Schellenberg die Reichsunmittelbarkeit bestätigt.
Ulrich von Brandis pflegte eine enge Beziehung mit den Habsburgern. In den 1460ern und 1470ern fungierte er als Landvogt von Feldkirch. Auch ging er ein Verteidigungsbündnis mit den Habsburgern ein, welches ihm ein jährliches Einkommen von 200 Gulden garantierte. 1462 konnte er die Herrschaft über Schloss Marschlins im Bündnerland übernehmen. Er baute die ausgebrannte Burg wieder auf. Nach dem Tod seines älteren Bruders Wolfhart VI. 1477 fungierte er als Oberhaupt der Familie.
Zum Missgefallen der Habsburger schloss er auch Verträge mit den aufstrebenden Bündnern und mit der Stadt Chur.